# Церква Святого Миколи (Калуш)
Українська Греко-Католицька Церква Святого Миколи — одна з найстаріших дерев'яних церков Калуша, основний храм мікрорайону Хотінь. Зведений в 1888 році як головна сільська церква.

## Історія
Церква, була збудована в 1888 році майстрами з с. Перегінське (Рожнятівський район), які через 10 років збудували церкву в сусідньому селі Підгірки. Одночасно з церквою була збудована дзвіниця, що стоїть до тепер. В ній зберігаються три дзвони — два малі, вилиті ще до ІІ світової війни, і великий дзвін — «Дмитрій», подарований Янушем Фельчинським у 1991 році. Давні 5 дзвонів (діаметром 65, 52, 47 32, 28 см, вагою 138, 57, 40, 17, 10 кг, виготовлені відповідно 1889, 1770, 1677, 1782 року) були конфісковані австрійською армією в серпні 1916 р.
Окрасою храму є іконостас та кивот, виготовлений невідомими майстрами. Зокрема, оригінальна ікона «Таємна Вечеря» на іконостасі. Її особливість у тому, що стіл зображений під кутом, а не традиційно по горизонталі. Настінні розписи виконані у 1930 році місцевими майстрами (Нечаєм та іншими).
До Другої світової війни при церкві функціонували різні організації. Це були «Молодіжна спілка», «Братство тверезості», інші. Цікавим фактом є такий: у 1885 році (тоді ще стояла інша споруда хотінської церкви) в «Братство тверезості» під час Святої Місії, яка проводилася тоді у Хотіні, одночасно вступило 300 чоловік. А населення села тоді було трохи більше 1000 мешканців.
Декілька разів храм відвідував і відправляв Богослужіння блаженної пам'яті митрополит Андрей Шептицький. Зокрема, він візитував Хотінь у 1934 та 1938 роках.
Довгий час парохом церкви Св. Миколая був отець Іларій Янович — активний громадський діяч, патріот, член повітового Народного комітету Калуша в час Листопадового зриву 1 листопада 1918 року, коли постала Західно-Українська Народна республіка. Після нього парохом був отець М. Юркевич.
У 1946 році після Львівського «псевдособору» 1946 року церква була передана Російській Православній Церкві, а у 1961 році — закрита для вірних. У 1970 році в приміщенні церкви було відкрито атеїстичний музей. Тільки у 1989-му храм повернули парафіянам. У грудні того ж року громада Хотіня разом зі своїм парохом отцем Дмитром Кишенюком перейшла в лоно УГКЦ.

## Сучасність
На сьогодні у храмі зберігаються мощі Святого Миколая, які привіз митрополит Андрей Шептицький у 1938 році, та мощі Святого Луки і Святого Йосафата, які привезли вже у 1990-х роках. За брамою церкви насипана символічна могила борцям за волю України.
У 2013 році храм святкував 125 років з дня заснування, пам'ятка архітектури місцевого значення № 603. До ювілею — поблизу храму було зведено дзвіницю, яку освятив протоснкел Івано-Франківської Архієпархії УГКЦ митрополит Олег Каськів. Будівництво велося спільними зусиллями настоятеля храму, парафіян підприємства ТОВ Хотінь-Хліб, місцевих бізнесменів Мирона і Марка Кравчуків, активними громадськими діячами.
У 2019-2020 рр. церкву оббито фальшбрусом і накрито булатною бляхою.